# Liga Africanista Española
La Liga Africanista Española fue una sociedad y grupo de presión español de posiciones africanistas.

## Historia
Constituida el 10 de enero de 1913 en el Palacio del Senado de Madrid acto seguido del establecimiento del protectorado en Marruecos, buscaba presentar los intereses españoles en el continente africano a la opinión pública y defenderlos ante esta.
La organización, declarada corporación de interés público, tuvo su sede en el número 8 de la madrileña calle de Zurbano. Publicó la revista África Española y, posteriormente la Revista Hispano-Africana.